# 巴勃羅·埃斯科瓦爾
巴勃羅·埃米利奧·埃斯科瓦爾·加維里亞（西班牙語：Pablo Emilio Escobar Gaviria，發音：[ˈpaβlo eskoˈβaɾ]；1949年12月1日—1993年12月2日；中國大陸譯為巴勃羅·埃斯科瓦爾，香港譯為柏保路·艾斯高巴），哥倫比亞毒梟、毒品恐怖分子，拉丁美洲跨國毒品集團麥德林集團的創始人和領導者，從偷車起家的他靠生產和向美國境內走私可卡因獲取了巨額財富，在极盛时期壟斷了美国可卡因走私量的80%。
同時巴勃羅·埃斯科瓦爾也積極滲透和腐蝕了哥倫比亞的政界和司法系統，並利用慈善活動試圖將自己包裝成羅賓漢式的人物，也曾一度成為哥倫比亞國會的候補議員，在因為一系列血腥的謀殺案而被通緝後，他利用談判使得哥倫比亞政府不得不答應將他關在他自己建立的豪華監獄裏，不過他在美國政府試圖引渡他時逃之夭夭，最後在哥倫比亞警方特種部隊的圍剿下被擊斃。

## 早年生活
艾斯科巴於1949年12月1日出生於安蒂奧基亞省的內格羅河，在家中七個小孩排行老三，成長於鄰近城市麥德林，他的父親是一名小農，母親是一名教師。艾斯科巴1966年在他17歲生日之前離開高中，兩年後，他和表弟古斯塔沃·加維里亞一起回到了高中。此時麥德林街頭的艱苦生活已經將他們打磨成了老師們眼中的流氓惡霸，兩人一年多後就又輟學了，不死心的艾斯科巴利用偽造高中文憑短暫在拉丁美洲自治大學讀過書，目標是成為一名刑事律師和政治家，並最終成為總統，然而最後因為缺錢而不得不放棄。

## 犯罪生涯

### 從騙徒到悍匪
艾斯科巴於1966年開始了他的犯罪生涯。據傳艾斯科巴和他的幫派是以盜取墓碑，利用噴砂抹去銘文後轉售開始他的犯罪生涯的，然而他最有可能的的第一起罪行是街頭詐騙。輟學後的艾斯科巴開始加入偷車集團，20歲時就已經是家喻戶曉的偷車賊了。他和他的集團偷取汽車後把它們拆掉出售其零件，在手頭擁有足夠的資金後，艾斯科巴賄賂官員來洗白他的贓物。雖然逮捕記錄已經遺失，但顯然艾斯科巴在他20歲生日前在麥德林監獄坐了幾個月。艾斯科巴很快就開始參與暴力犯罪，他僱用犯罪分子綁架欠他錢的人並要求贖金，即使艾斯科巴收到了贖金，有時也會撕票。他最著名的綁架受害人是商人迭戈·埃恰瓦里亞，他在1971年夏天被綁架並最終被殺，艾斯科巴從埃恰瓦里亞一家收到了5萬美元的贖金，他的集團也因此而名聲大噪。

### 麥德林集團
在可卡因貿易在1970代中期的哥倫比亞開始蔓延時，艾斯科巴已經投身有組織犯罪十年了。哥倫比亞最早的毒販之一是法比奧·雷斯特雷波，他每年一次或兩次將大約40至60公斤的可卡因運送到邁阿密。在艾斯科巴的策劃下，雷斯特雷波於1975年被暗殺，艾斯科巴從而奪取了他的市場和生意。艾斯科巴的迅速崛起也引起了哥倫比亞安全局（DAS）的注意，他於1976年5月從厄瓜多爾販毒歸來時被捕。DAS特工在艾斯科巴汽車的備胎中發現了39公斤可卡因。艾斯科巴設法改變了訴訟中的第一任法官並賄賂了第二任法官，因此他與其他囚犯一起被釋放。次年，逮捕艾斯科巴的特工被暗殺。艾斯科巴繼續以同樣的方式與執法部門勾結。他的策略後來被稱為“銀或鉛”，即“錢或子彈”。
儘管麥德林集團於1970年代初才成立，但其在艾斯科巴於1978年4月與幾名毒梟在一個農場裏會面後擴大了規模，到1978年底，他們已將大約19,000公斤可卡因運往美國。艾斯科巴從玻利維亞和秘魯進口大量可卡因，加工後走私到美國。1980年代中期，他的販毒集團每天出口15噸可卡因，其中80%走私到美國。他從中賺了幾十億美金，同時也開始大肆揮霍。1979年，他在一塊約30平方公里的農場土地上建起了豪宅納普勒斯莊園，僅莊園土地就耗資6300萬美元。他還在那裡建立了一個動物園，在那裡他放養了包括大象到鴕鳥在內的數百種動物。

### 慈善和政治
艾斯科巴還參與了哥倫比亞的慈善事業，並為他的可卡因實驗室的工作人員支付了豐厚的薪水。艾斯科巴花費數百萬開發麥德林最貧困的住宅區，他援助建設了道路、電線和足球場，他還為無家可歸者建造住宅區。艾斯科巴也在1970年代進入政界，並參與和支持哥倫比亞自由黨的組建。1982年，他成功進入了哥倫比亞國會。雖然他只是候補議員，但根據哥倫比亞法律，他自動獲得議會豁免權和外交護照的權利。與此同時，艾斯科巴也逐漸成為公眾人物，由於他的慈善工作，他被稱為“羅賓漢·派薩”，即哥倫比亞東北部的羅賓漢。他本人在接受采訪時表示，他的財產來源於他在16歲時成立的自行車租賃公司。

### 風口浪尖
在國會，新任總檢察長羅德里格·萊拉·博尼利亞成為了艾斯科巴的對手，後者從國會開幕的第一天就指控艾斯科巴從事犯罪活動。艾斯科巴於1976年的被捕就是由博尼利亞的下屬偵辦的。幾個月後，自由黨領袖路易斯·卡洛斯·加蘭開除了艾斯科巴的黨籍。儘管艾斯科巴進行了反擊，但他在1984年1月宣布退出政界。三個月後，博尼利亞被謀殺。
整個1980年代中期，哥倫比亞司法機構一直是艾斯科巴的目標，在賄賂和謀殺了幾名法官的同時，被通緝的艾斯科巴於1985年秋天向哥倫比亞政府提出了一項要求，如果政府不將他引渡到美國，他就會投降。該提議最初得到了否定的回答，艾斯科巴隨後建立並暗中支持旨在與引渡政策作鬥爭的洛斯可引渡組織，甚至被指為了阻止哥倫比亞最高法院研究哥倫比亞與美國的引渡條約是否合憲而參與支持1985年11月6日極左翼游擊隊四一九運動襲擊哥倫比亞司法大廈並導致最高法院一半的法官被殺的事件。1986年底，哥倫比亞最高法院宣布之前的引渡條約因戰爭而非法，因為它是由總統代表團而不是總統簽署的，不過艾斯科巴對司法部門的勝利是短暫的，新總統比爾希略·巴爾科·巴爾加斯很快與美國續簽了協議。
艾斯科巴仍然對將他踢出政壇的路易斯·加蘭心存怨恨，在艾斯科巴的指使下，加蘭於1989年8月18日被暗殺。接下來艾斯科巴在哥倫比亞航空203號班機上裝了炸彈，意圖暗殺加蘭的繼任者塞薩爾·加維里亞·特魯希略，其沒趕上飛機從而幸免遇難，但機上107人全部在爆炸中喪生。因為兩名美國人也在爆炸中喪生，美國政府開始直接介入此事。

### 私人監獄
1990年代初期，引渡艾斯科巴的壓力越來越大，艾斯科巴設法與哥倫比亞政府達成協議。哥倫比亞政府說服他投降並停止所有犯罪活動，以換取在他被囚禁期間的減刑和優惠待遇，即允許他建造自己的監獄而不被引渡到美國，他將投降並服刑五年。艾斯科巴是他自建的豪華監獄“大教堂”裡唯一的居民，他可以利用電話從那裡指揮他的販毒集團，但1992年7月哥倫比亞政府決定將其轉移到普通監獄時，艾斯科巴逃離了“大教堂”。

## 末日

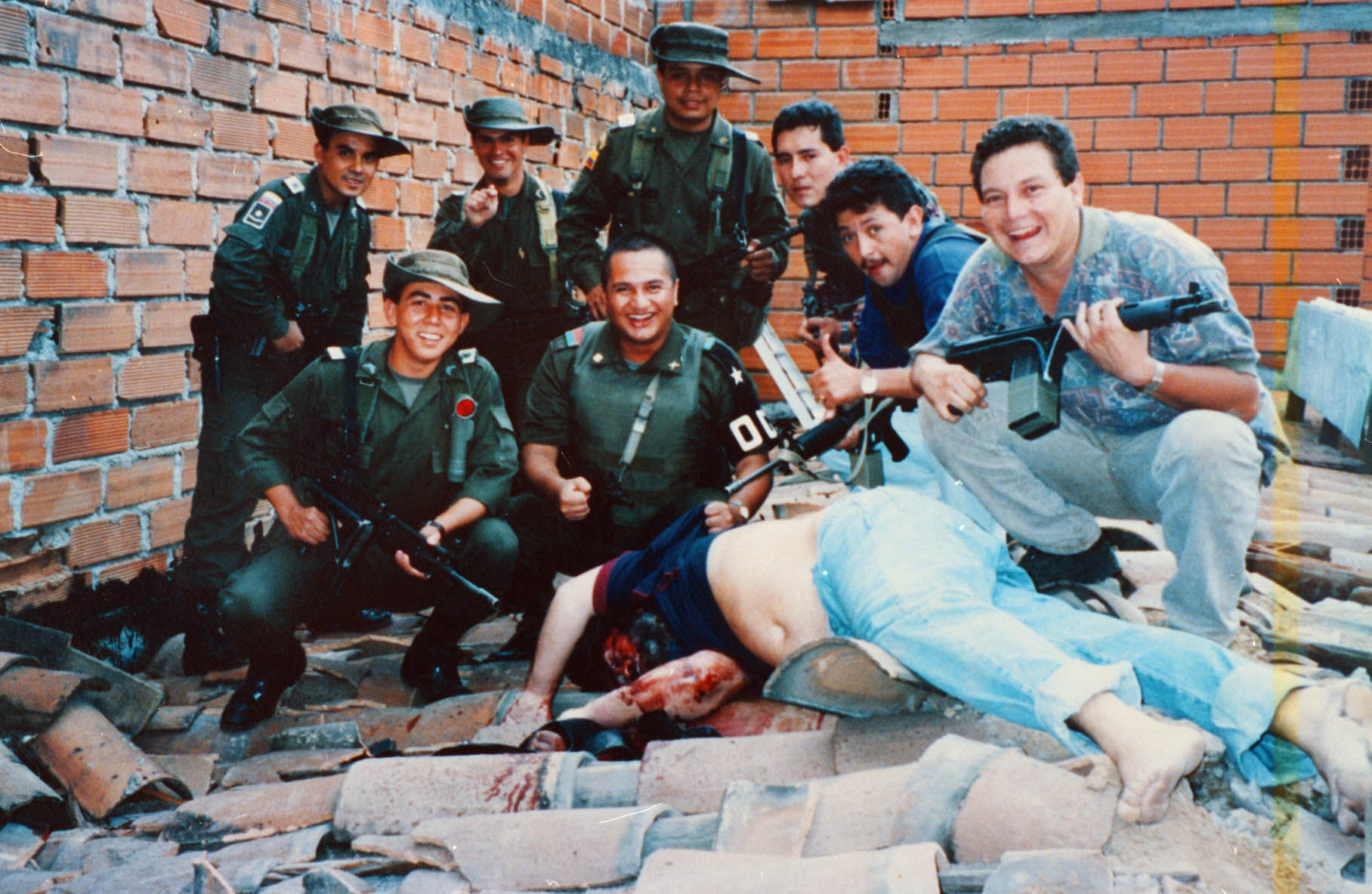
被擊斃的巴勃羅·埃斯科瓦爾

艾斯科巴此時必須同時面對哥倫比亞警方、美國政府和他的競爭對手卡利集團的威脅。1993年12月2日，哥倫比亞特種部隊利用美國提供的技術在麥德林中產階級住宅區的一所房子裡發現了艾斯科巴，警方試圖逮捕艾斯科巴，但事態很快升級為交火，艾斯科巴在試圖從屋頂逃跑時中槍身亡。他的軀幹和腳都被子彈擊中，一顆從耳朵射入的子彈殺死他的同時引發了關於他是自殺還是被擊斃的爭論。

## 身後

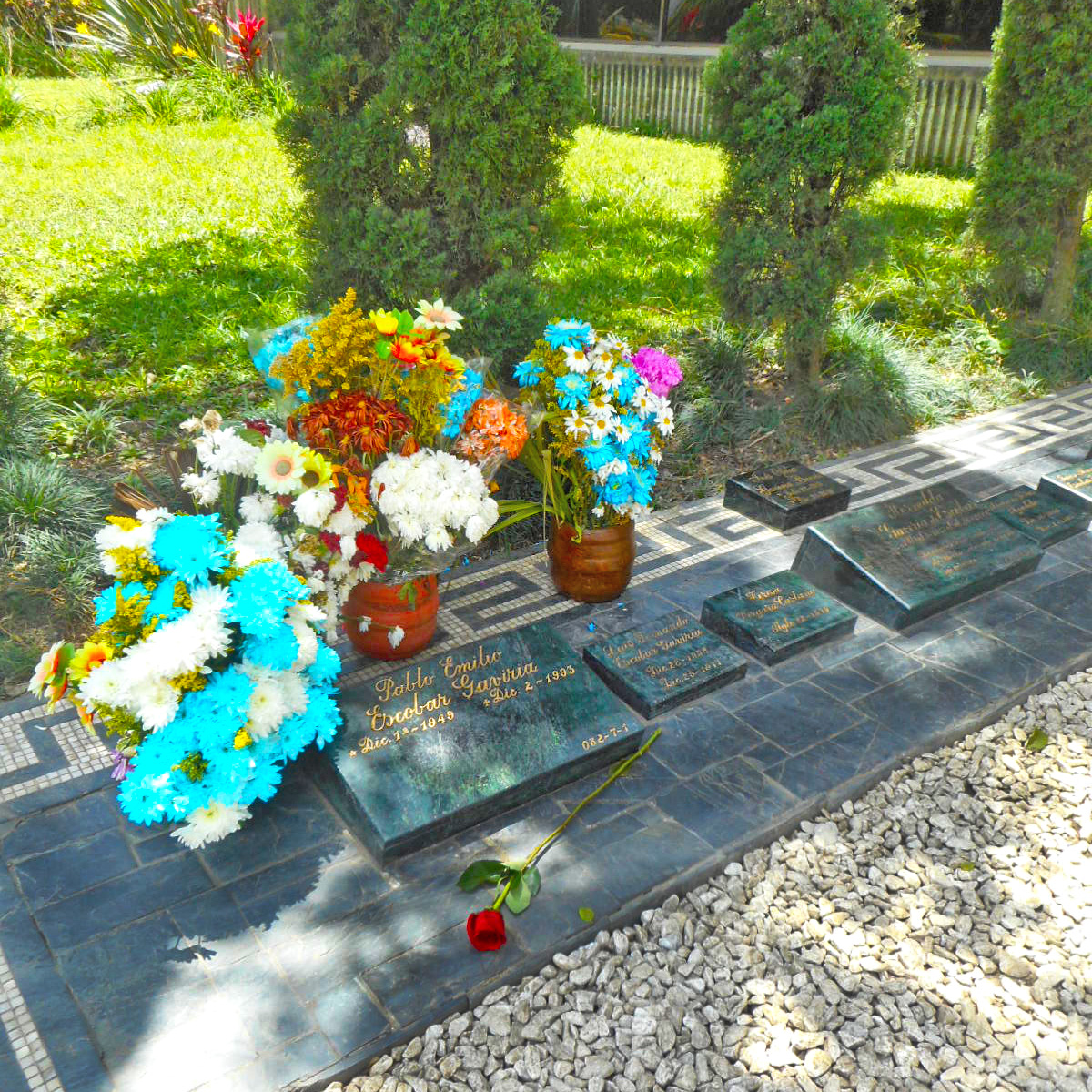
巴勃羅·埃斯科瓦爾之墓

艾斯科巴死後，哥倫比亞黑社會中再也沒有一個同樣強大的領導人來統治整個販毒網絡，麥德林集團分裂為幾個較小的聯盟。但艾斯科巴為自己塑造的的羅賓漢形像在麥德林保持著持久的影響。那裡的許多人，尤其是艾斯科巴在世時曾幫助過的許多城市窮人，都為他的死而哀悼，他們中的一些人認為他是聖人，並祈求他接受神的庇佑，超過25,000人參加了他的葬禮。艾斯科巴的屍體於2006年10月28日在他的一些親屬的要求下被挖掘出來，以便採集DNA樣本以確認一名私生子的親子關係，並消除12年來對被埋葬的屍體身份的所有懷疑。
艾斯科巴的豪宅納普勒斯莊園在他死後很長一段時間無人看管，最後被收購後改造為主題公園，設有一個游泳池和一個動物園，每年約有50,000人參觀該公園，儘管該豪宅許多建築都已修復，但主樓仍處於艾斯科巴死後被當地人洗劫一空的狀態。艾斯科巴收集的動物被轉移到其他動物園，然而他帶來的三隻雌性河馬和一隻雄性河馬仍留在該地區，現在這裏是大約26到28只河馬的家園，但河馬已經擴散到附近的地區，包括馬格達萊納河，那裡可能已經有40只河馬。國家地理頻道製作了一部關於這些河馬的紀錄片《可卡因河馬》。環保主義者對河馬的影響是正面還是負面存在分歧，但當地人尤其是旅遊業者大多支持河馬繼續留在這裏。
艾斯科巴的其他故居還包括一座位於佛羅里達州邁阿密海灘北灣路5860號的一座604平方米的粉紅色四居室海濱豪宅，這座建於1948年的豪宅在1980年代被美國聯邦政府沒收，後來這棟破舊的房產被一家快餐連鎖店的老闆於2014年買下拆除，他聘請了紀錄片攝製組和專業尋寶者在拆除前後對其進行搜索。艾斯科巴還在羅薩里奧群島的格蘭德島擁有一個巨大的別墅，這座大院毀壞的一半被植被和野生動物所佔據，另一半有一座豪宅、一個大型游泳池、一個直升機停機坪等設施，以及一座未完工的大廈。2019年2月22日，哥倫比亞政府將艾斯科巴位於麥德林的“摩納哥公寓”炸毀，此前該六層豪宅在卡利集團於1988年針對艾斯科巴的汽車炸彈襲擊後後一直無人居住，豪宅被一個公園和一座專門為艾斯科巴集團罪行的遇難者設立的紀念碑所取代。哥倫比亞總統伊万·杜克表示，拆除“意味著歷史不會以肇事者的身份書寫，而是以承認受害者來書寫”。
艾斯科巴在他死了二十多年後開始被搬上電視和電影銀幕，Netflix的影集《毒梟》成為其最成功的電視連續劇之一。好萊塢正在製作或計劃製作多部與艾斯科巴或麥德林集團有關的電影，其中包括一部由哈維爾·巴登扮演艾斯科巴的以艾斯科巴的感情為喙頭的電影。一所以艾斯科巴命名的餐廳於2018年在新加坡開業時，哥倫比亞向新加坡提出外交抗議。

## 資產

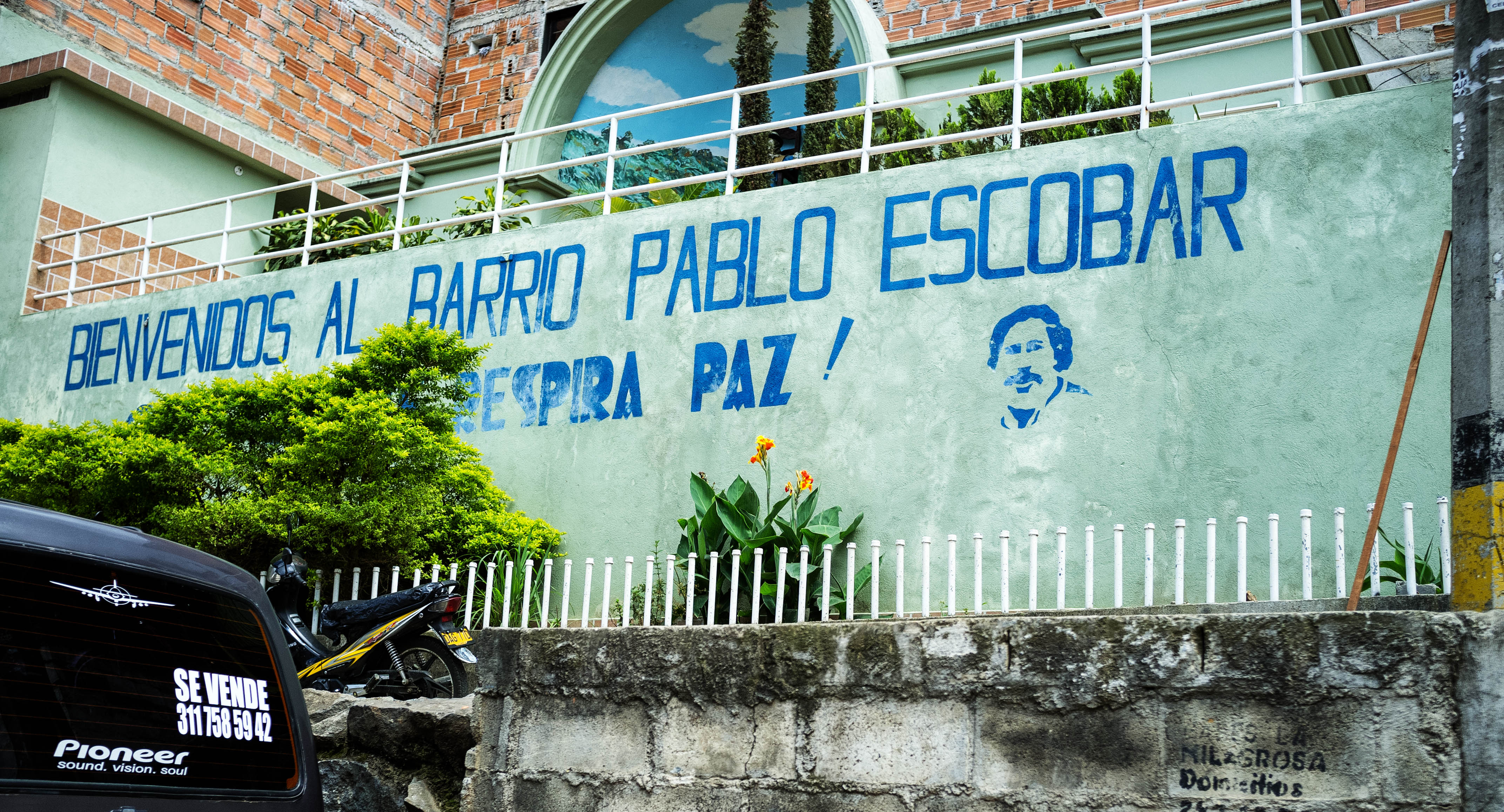
麥德林街頭關於艾斯科巴的塗鴉

艾斯科巴是1980年代和1990年代世界上最富有的人之一，他領導的麥德林集團控制了大約80%的美國可卡因走私量。據估計該集團在1980年代中期每週產生約4.2億美元的利潤，即每年近220億美元。要精準估計艾斯科巴自己的資產幾乎是不可能的，最大的估計在300億美元左右。無論如何，艾斯科巴在1987年至1993年間七次入列福布斯雜誌的富豪榜，1989年他被福布斯評為世界第七富豪。

## 家庭
1976年，艾斯科巴與15歲的瑪麗亞·維多利亞·亨奧·瓦列羅結婚，她在13歲時就認識了他。雖然她的父母反對這門婚事，艾斯科巴也以婚外情而聞名，但他們一直保持婚姻狀態直到艾斯科巴去世，並育有胡安·巴勃羅和曼努埃拉兩個孩子。艾斯科巴最重要的情人是記者弗吉尼亞·瓦列霍，他們交往了五年。
巴勃羅·艾斯科巴死後，瑪麗亞和孩子們因害怕被殺而逃離了哥倫比亞。他們申請了德國和莫桑比克等國的庇護，最後阿根廷給予他們庇護和新的身份。1999年，瑪麗亞和她的兒子在他們的真實身份被揭露時因涉嫌洗錢而在阿根廷被捕。
胡安·巴勃羅最後改名為塞巴斯蒂安·馬羅昆，出演了2009年的紀錄片《我父親的罪》，在這部紀錄片中，他回到哥倫比亞，向被父親殺害的人的孩子們道歉。曼努埃拉也改名為胡安娜·曼努埃拉·馬羅昆·桑托西克西。2014年，塞巴斯蒂安·馬羅昆出版了《巴勃羅·艾斯科巴：我的父親》。艾斯科巴的遺孀瑪麗亞更名為瑪麗亞·伊莎貝爾·桑托斯·卡瓦列羅，她撰寫了2018年出版的自傳《我與巴勃羅·艾斯科巴的生活和監獄》。

## 外部連接
- . noaccess.eu.   [2017-07-06]. （原始内容存档于2015-09-02）.
- . wikitimelines.org.   [2017-07-06]. （原始内容存档于2020-11-08）.
- Narcos' Pablo Escobar true story TV series on Netflix